# Sucker (Jonas Brothers)
Sucker is een single van de Amerikaanse band Jonas Brothers. Het werd uitgegeven op 1 maart 2019 door Republic Records. Het is het eerste nummer van de Jonas Brothers in zes jaar.

## Promotie
Ter promotie van de single verschenen de Jonas Brothers vier dagen lang elke avond op The Late Late Show with James Corden van 4 maart tot 7 maart. Op 7 maart brachten ze in de show de single voor het eerst live ten gehore.

## Ontvangst
In de Verenigde Staten kwam Sucker binnen op de eerste positie van de Billboard Hot 100. Het was de eerste keer dat de Jonas Brothers bovenaan de lijst stonden en het was voor het eerst dat een boyband deze plek behaalde sinds het nummer Bump, Bump, Bump van B2K samen met P. Diddy dat deed in 2003.

## Videoclip
De videoclip voor Sucker is opgenomen in en om het Engelse landhuis Hatfield House, waar koningin Elizabeth I op groeide. In de videoclip zijn Nick, Kevin, en Joe Jonas te zien met hun partners, respectievelijk Priyanka Chopra, Danielle Jonas en Sophie Turner.

## Hitnoteringen

### Nederlandse Top 40
| Hitnotering: 16-03-2019 t/m 20-07-2019 | Hitnotering: 16-03-2019 t/m 20-07-2019 | Hitnotering: 16-03-2019 t/m 20-07-2019 | Hitnotering: 16-03-2019 t/m 20-07-2019 | Hitnotering: 16-03-2019 t/m 20-07-2019 | Hitnotering: 16-03-2019 t/m 20-07-2019 | Hitnotering: 16-03-2019 t/m 20-07-2019 | Hitnotering: 16-03-2019 t/m 20-07-2019 | Hitnotering: 16-03-2019 t/m 20-07-2019 | Hitnotering: 16-03-2019 t/m 20-07-2019 | Hitnotering: 16-03-2019 t/m 20-07-2019 | Hitnotering: 16-03-2019 t/m 20-07-2019 | Hitnotering: 16-03-2019 t/m 20-07-2019 | Hitnotering: 16-03-2019 t/m 20-07-2019 | Hitnotering: 16-03-2019 t/m 20-07-2019 | Hitnotering: 16-03-2019 t/m 20-07-2019 | Hitnotering: 16-03-2019 t/m 20-07-2019 | Hitnotering: 16-03-2019 t/m 20-07-2019 | Hitnotering: 16-03-2019 t/m 20-07-2019 | Hitnotering: 16-03-2019 t/m 20-07-2019 | Hitnotering: 16-03-2019 t/m 20-07-2019 |
| Week:                                  | 1                                      | 2                                      | 3                                      | 4                                      | 5                                      | 6                                      | 7                                      | 8                                      | 9                                      | 10                                     | 11                                     | 12                                     | 13                                     | 14                                     | 15                                     | 16                                     | 17                                     | 18                                     | 19                                     |                                        |
| -------------------------------------- | -------------------------------------- | -------------------------------------- | -------------------------------------- | -------------------------------------- | -------------------------------------- | -------------------------------------- | -------------------------------------- | -------------------------------------- | -------------------------------------- | -------------------------------------- | -------------------------------------- | -------------------------------------- | -------------------------------------- | -------------------------------------- | -------------------------------------- | -------------------------------------- | -------------------------------------- | -------------------------------------- | -------------------------------------- | -------------------------------------- |
| Positie:                               | 38                                     | 23                                     | 21                                     | 18                                     | 15                                     | 7                                      | 6                                      | 6                                      | 8                                      | 13                                     | 14                                     | 18                                     | 19                                     | 20                                     | 23                                     | 29                                     | 31                                     | 36                                     | 40                                     | uit                                    |

### NederlandseSingle Top 100
| Hitnotering: 09-03-2019 t/m 24-08-2019 | Hitnotering: 09-03-2019 t/m 24-08-2019 | Hitnotering: 09-03-2019 t/m 24-08-2019 | Hitnotering: 09-03-2019 t/m 24-08-2019 | Hitnotering: 09-03-2019 t/m 24-08-2019 | Hitnotering: 09-03-2019 t/m 24-08-2019 | Hitnotering: 09-03-2019 t/m 24-08-2019 | Hitnotering: 09-03-2019 t/m 24-08-2019 | Hitnotering: 09-03-2019 t/m 24-08-2019 | Hitnotering: 09-03-2019 t/m 24-08-2019 | Hitnotering: 09-03-2019 t/m 24-08-2019 | Hitnotering: 09-03-2019 t/m 24-08-2019 | Hitnotering: 09-03-2019 t/m 24-08-2019 | Hitnotering: 09-03-2019 t/m 24-08-2019 | Hitnotering: 09-03-2019 t/m 24-08-2019 | Hitnotering: 09-03-2019 t/m 24-08-2019 | Hitnotering: 09-03-2019 t/m 24-08-2019 | Hitnotering: 09-03-2019 t/m 24-08-2019 | Hitnotering: 09-03-2019 t/m 24-08-2019 | Hitnotering: 09-03-2019 t/m 24-08-2019 | Hitnotering: 09-03-2019 t/m 24-08-2019 |
| Week:                                  | 1                                      | 2                                      | 3                                      | 4                                      | 5                                      | 6                                      | 7                                      | 8                                      | 9                                      | 10                                     | 11                                     | 12                                     | 13                                     | 14                                     | 15                                     | 16                                     | 17                                     | 18                                     | 19                                     | 20                                     |
| -------------------------------------- | -------------------------------------- | -------------------------------------- | -------------------------------------- | -------------------------------------- | -------------------------------------- | -------------------------------------- | -------------------------------------- | -------------------------------------- | -------------------------------------- | -------------------------------------- | -------------------------------------- | -------------------------------------- | -------------------------------------- | -------------------------------------- | -------------------------------------- | -------------------------------------- | -------------------------------------- | -------------------------------------- | -------------------------------------- | -------------------------------------- |
| Positie:                               | 47                                     | 29                                     | 26                                     | 22                                     | 21                                     | 21                                     | 24                                     | 17                                     | 20                                     | 16                                     | 17                                     | 23                                     | 24                                     | 25                                     | 25                                     | 25                                     | 30                                     | 37                                     | 36                                     | 52                                     |
| Week:                                  | 21                                     | 22                                     | 23                                     | 24                                     | 25                                     |                                        |                                        |                                        |                                        |                                        |                                        |                                        |                                        |                                        |                                        |                                        |                                        |                                        |                                        |                                        |
| Positie:                               | 51                                     | 55                                     | 80                                     | 83                                     | 87                                     | uit                                    |                                        |                                        |                                        |                                        |                                        |                                        |                                        |                                        |                                        |                                        |                                        |                                        |                                        |                                        |

### NederlandseMega Top 50
| Hitnotering: 23-03-2019 t/m 31-08-2019 | Hitnotering: 23-03-2019 t/m 31-08-2019 | Hitnotering: 23-03-2019 t/m 31-08-2019 | Hitnotering: 23-03-2019 t/m 31-08-2019 | Hitnotering: 23-03-2019 t/m 31-08-2019 | Hitnotering: 23-03-2019 t/m 31-08-2019 | Hitnotering: 23-03-2019 t/m 31-08-2019 | Hitnotering: 23-03-2019 t/m 31-08-2019 | Hitnotering: 23-03-2019 t/m 31-08-2019 | Hitnotering: 23-03-2019 t/m 31-08-2019 | Hitnotering: 23-03-2019 t/m 31-08-2019 | Hitnotering: 23-03-2019 t/m 31-08-2019 | Hitnotering: 23-03-2019 t/m 31-08-2019 | Hitnotering: 23-03-2019 t/m 31-08-2019 | Hitnotering: 23-03-2019 t/m 31-08-2019 | Hitnotering: 23-03-2019 t/m 31-08-2019 | Hitnotering: 23-03-2019 t/m 31-08-2019 | Hitnotering: 23-03-2019 t/m 31-08-2019 | Hitnotering: 23-03-2019 t/m 31-08-2019 | Hitnotering: 23-03-2019 t/m 31-08-2019 | Hitnotering: 23-03-2019 t/m 31-08-2019 |
| Week:                                  | 1                                      | 2                                      | 3                                      | 4                                      | 5                                      | 6                                      | 7                                      | 8                                      | 9                                      | 10                                     | 11                                     | 12                                     | 13                                     | 14                                     | 15                                     | 16                                     | 17                                     | 18                                     | 19                                     | 20                                     |
| -------------------------------------- | -------------------------------------- | -------------------------------------- | -------------------------------------- | -------------------------------------- | -------------------------------------- | -------------------------------------- | -------------------------------------- | -------------------------------------- | -------------------------------------- | -------------------------------------- | -------------------------------------- | -------------------------------------- | -------------------------------------- | -------------------------------------- | -------------------------------------- | -------------------------------------- | -------------------------------------- | -------------------------------------- | -------------------------------------- | -------------------------------------- |
| Positie:                               | 40                                     | 32                                     | 25                                     | 21                                     | 19                                     | 13                                     | 18                                     | 9                                      | 12                                     | 16                                     | 15                                     | 15                                     | 20                                     | 18                                     | 21                                     | 17                                     | 18                                     | 23                                     | 21                                     | 27                                     |
| Week:                                  | 21                                     | 22                                     | 23                                     | 24                                     |                                        |                                        |                                        |                                        |                                        |                                        |                                        |                                        |                                        |                                        |                                        |                                        |                                        |                                        |                                        |                                        |
| Positie:                               | 32                                     | 32                                     | 40                                     | 40                                     | uit                                    |                                        |                                        |                                        |                                        |                                        |                                        |                                        |                                        |                                        |                                        |                                        |                                        |                                        |                                        |                                        |

### VlaamseUltratop 50
| Hitnotering: 16-03-2019 t/m 21-09-2019 | Hitnotering: 16-03-2019 t/m 21-09-2019 | Hitnotering: 16-03-2019 t/m 21-09-2019 | Hitnotering: 16-03-2019 t/m 21-09-2019 | Hitnotering: 16-03-2019 t/m 21-09-2019 | Hitnotering: 16-03-2019 t/m 21-09-2019 | Hitnotering: 16-03-2019 t/m 21-09-2019 | Hitnotering: 16-03-2019 t/m 21-09-2019 | Hitnotering: 16-03-2019 t/m 21-09-2019 | Hitnotering: 16-03-2019 t/m 21-09-2019 | Hitnotering: 16-03-2019 t/m 21-09-2019 | Hitnotering: 16-03-2019 t/m 21-09-2019 | Hitnotering: 16-03-2019 t/m 21-09-2019 | Hitnotering: 16-03-2019 t/m 21-09-2019 | Hitnotering: 16-03-2019 t/m 21-09-2019 | Hitnotering: 16-03-2019 t/m 21-09-2019 | Hitnotering: 16-03-2019 t/m 21-09-2019 | Hitnotering: 16-03-2019 t/m 21-09-2019 | Hitnotering: 16-03-2019 t/m 21-09-2019 | Hitnotering: 16-03-2019 t/m 21-09-2019 | Hitnotering: 16-03-2019 t/m 21-09-2019 |
| Week:                                  | 1                                      | 2                                      | 3                                      | 4                                      | 5                                      | 6                                      | 7                                      | 8                                      | 9                                      | 10                                     | 11                                     | 12                                     | 13                                     | 14                                     | 15                                     | 16                                     | 17                                     | 18                                     | 19                                     | 20                                     |
| -------------------------------------- | -------------------------------------- | -------------------------------------- | -------------------------------------- | -------------------------------------- | -------------------------------------- | -------------------------------------- | -------------------------------------- | -------------------------------------- | -------------------------------------- | -------------------------------------- | -------------------------------------- | -------------------------------------- | -------------------------------------- | -------------------------------------- | -------------------------------------- | -------------------------------------- | -------------------------------------- | -------------------------------------- | -------------------------------------- | -------------------------------------- |
| Positie:                               | 19                                     | 16                                     | 16                                     | 20                                     | 9                                      | 13                                     | 12                                     | 11                                     | 12                                     | 18                                     | 16                                     | 14                                     | 11                                     | 11                                     | 14                                     | 11                                     | 15                                     | 15                                     | 18                                     | 19                                     |
| Week:                                  | 21                                     | 22                                     | 23                                     | 24                                     | 25                                     | 26                                     | 27                                     | 28                                     |                                        |                                        |                                        |                                        |                                        |                                        |                                        |                                        |                                        |                                        |                                        |                                        |
| Positie:                               | 31                                     | 31                                     | 35                                     | 31                                     | 36                                     | 37                                     | 45                                     | 46                                     | uit                                    |                                        |                                        |                                        |                                        |                                        |                                        |                                        |                                        |                                        |                                        |                                        |

### VlaamseRadio 2 Top 30
| Hitnotering: (Week 1) 06-04-2019 Hitnotering: (Week 2 t/m 9) 20-04-2019 t/m 08-06-2019 Hitnotering: (Week 10 t/m 12) 22-06-2019 t/m 06-07-2019 | Hitnotering: (Week 1) 06-04-2019 Hitnotering: (Week 2 t/m 9) 20-04-2019 t/m 08-06-2019 Hitnotering: (Week 10 t/m 12) 22-06-2019 t/m 06-07-2019 | Hitnotering: (Week 1) 06-04-2019 Hitnotering: (Week 2 t/m 9) 20-04-2019 t/m 08-06-2019 Hitnotering: (Week 10 t/m 12) 22-06-2019 t/m 06-07-2019 | Hitnotering: (Week 1) 06-04-2019 Hitnotering: (Week 2 t/m 9) 20-04-2019 t/m 08-06-2019 Hitnotering: (Week 10 t/m 12) 22-06-2019 t/m 06-07-2019 | Hitnotering: (Week 1) 06-04-2019 Hitnotering: (Week 2 t/m 9) 20-04-2019 t/m 08-06-2019 Hitnotering: (Week 10 t/m 12) 22-06-2019 t/m 06-07-2019 | Hitnotering: (Week 1) 06-04-2019 Hitnotering: (Week 2 t/m 9) 20-04-2019 t/m 08-06-2019 Hitnotering: (Week 10 t/m 12) 22-06-2019 t/m 06-07-2019 | Hitnotering: (Week 1) 06-04-2019 Hitnotering: (Week 2 t/m 9) 20-04-2019 t/m 08-06-2019 Hitnotering: (Week 10 t/m 12) 22-06-2019 t/m 06-07-2019 | Hitnotering: (Week 1) 06-04-2019 Hitnotering: (Week 2 t/m 9) 20-04-2019 t/m 08-06-2019 Hitnotering: (Week 10 t/m 12) 22-06-2019 t/m 06-07-2019 | Hitnotering: (Week 1) 06-04-2019 Hitnotering: (Week 2 t/m 9) 20-04-2019 t/m 08-06-2019 Hitnotering: (Week 10 t/m 12) 22-06-2019 t/m 06-07-2019 | Hitnotering: (Week 1) 06-04-2019 Hitnotering: (Week 2 t/m 9) 20-04-2019 t/m 08-06-2019 Hitnotering: (Week 10 t/m 12) 22-06-2019 t/m 06-07-2019 | Hitnotering: (Week 1) 06-04-2019 Hitnotering: (Week 2 t/m 9) 20-04-2019 t/m 08-06-2019 Hitnotering: (Week 10 t/m 12) 22-06-2019 t/m 06-07-2019 | Hitnotering: (Week 1) 06-04-2019 Hitnotering: (Week 2 t/m 9) 20-04-2019 t/m 08-06-2019 Hitnotering: (Week 10 t/m 12) 22-06-2019 t/m 06-07-2019 | Hitnotering: (Week 1) 06-04-2019 Hitnotering: (Week 2 t/m 9) 20-04-2019 t/m 08-06-2019 Hitnotering: (Week 10 t/m 12) 22-06-2019 t/m 06-07-2019 | Hitnotering: (Week 1) 06-04-2019 Hitnotering: (Week 2 t/m 9) 20-04-2019 t/m 08-06-2019 Hitnotering: (Week 10 t/m 12) 22-06-2019 t/m 06-07-2019 | Hitnotering: (Week 1) 06-04-2019 Hitnotering: (Week 2 t/m 9) 20-04-2019 t/m 08-06-2019 Hitnotering: (Week 10 t/m 12) 22-06-2019 t/m 06-07-2019 | Hitnotering: (Week 1) 06-04-2019 Hitnotering: (Week 2 t/m 9) 20-04-2019 t/m 08-06-2019 Hitnotering: (Week 10 t/m 12) 22-06-2019 t/m 06-07-2019 |
| Week: | 1 | | 2 | 3 | 4 | 5 | 6 | 7 | 8 | 9 | | 10 | 11 | 12 | |
| --- | --- | --- | --- | --- | --- | --- | --- | --- | --- | --- | --- | --- | --- | --- | --- |
| Positie: | 29 | uit | 26 | 22 | 23 | 17 | 15 | 22 | 28 | 30 | uit | 25 | 20 | 28 | uit |